# Варей
Варе́й (фр. Vareilles, окс. Varelhes) — коммуна во Франции, находится в регионе Лимузен. Департамент коммуны — Крёз. Входит в состав кантона Ла-Сутеррен. Округ коммуны — Гере.
Код INSEE коммуны — 23258.

## Население
Население коммуны на 2010 год составляло 308 человек.
| 1962 | 1968 | 1975 | 1982 | 1990 | 1999 | 2010 |
| ---- | ---- | ---- | ---- | ---- | ---- | ---- |
| 471  | 385  | 311  | 308  | 297  | 266  | 308  |

## Экономика
В 2010 году среди 196 человек трудоспособного возраста (15—64 лет) 137 были экономически активными, 59 — неактивными (показатель активности — 69,9 %, в 1999 году было 67,6 %). Из 137 активных жителей работали 128 человек (77 мужчин и 51 женщина), безработных было 9 (1 мужчина и 8 женщин). Среди 59 неактивных 20 человек были учениками или студентами, 26 — пенсионерами, 13 были неактивными по другим причинам.